# Calle Flygare
Carl (Calle) Emil Anders Flygare, född 4 juli 1907 i Malmö, död 3 december 1972 i Katarina församling i Stockholm, var en svensk skådespelare och regissör. Han var ledare för teaterskolan som bär hans namn.
Efter akademiska studier i Lund, Köpenhamn, Berlin och Stockholm och därefter genomgång av Oscarsteaterns och Julia Håkanssons scenskolor 1926–1930 engagerades han av Gösta Ekman och spelade bland annat på Komediteatern och Södra teatern. Han var en av förgrundsgestalterna inom studentteatern vid Stockholms högskola vid slutet av 1920- och början av 1930-talet och satte upp ett flertal pjäser där. Han gästspelade senare som regissör i Malmö, Helsingborg och Köpenhamn. Calle Flygare var även lärare vid Naima Wifstrand och Axel Witzanskys teaterskolor. Han var även verksam som teaterkorrespondent för Stockholm i Sydsvenska Dagbladet och som balettrecensent i Scenen samt var litterär rådgivare vid AB Arvid Englinds teaterförlag 1935–1940. Han höll även ett stort antal uppläsningar och föredrag i radion av och om H.C. Andersen och Kaj Munk, verkade som föreläsare om danskonstens historia och översatte flera av Kaj Munks skådespel från danska samt komedier från franska, tyska och engelska.
Hans självkritik var hård och han bedömde sig själv som en medelmåttig skådespelare. År 1940 grundade han hemma i sin egen lägenhet Calle Flygare Teaterskola, där bland andra Inga Landgré, Willie Andréason, Harriet Andersson, Lars Ekborg och Mai Zetterling varit elever. 
Han var son till teaterkritikern Carl Flygare och skådespelerskan Ebba Flygare. Familjen är begravd på Norra begravningsplatsen.

## Filmografi
- 1932 – Vi som går köksvägen
- 1933 – Kanske en diktare
- 1949 – Törst

## Teater

### Roller (ej komplett)
| År   | Roll              | Produktion                                         | Regi                         | Teater        |
| ---- | ----------------- | -------------------------------------------------- | ---------------------------- | ------------- |
| 1927 | Jägaren           | Så tuktas en argbigga William Shakespeare          | Gösta Ekman Johannes Poulsen | Oscarsteatern |
| 1928 | Nordström         | Gustaf III August Strindberg                       | Rune Carlsten                | Oscarsteatern |
| 1931 | Länsmannen        | Hans nåds testamente Hjalmar Bergman               | Per Lindberg                 | Vasateatern   |
| 1932 | Spring            | Gröna hissen Avery Hopwood                         | Gösta Ekman                  | Vasateatern   |
| 1932 | Ralph             | Till Hollywood George S. Kaufman och Marc Connelly | Gösta Ekman                  | Vasateatern   |
| 1932 | Doktorn           | Frihetsligan Jules Romains                         | Per Lindberg                 | Vasateatern   |
| 1932 | En kypare         | Kanske en diktare Ragnar Josephson                 | Gösta Ekman                  | Vasateatern   |
| 1932 | Bäraren           | "Patrasket" Hjalmar Bergman                        | Gösta Ekman                  | Vasateatern   |
| 1932 | Spring            | Gröna hissen Avery Hopwood                         | Gösta Ekman                  | Vasateatern   |
| 1933 |                   | Charleys tant Brandon Thomas                       |                              | Folkan        |
| 1936 | Brock, gårdsägare | Kloka gubben Paul Sarauw                           | Sigurd Wallén                | Södra Teatern |

### Regi
| År   | Produktion                      | Upphovsmän            | Teater                  |
| ---- | ------------------------------- | --------------------- | ----------------------- |
| 1934 | Gamla Heidelberg Alt-Heidelberg | Wilhelm Meyer-Förster | Skansens friluftsteater |